# Becca di Suessa
Becca di Suessa – szczyt w Alpach Graickich, części Alp Zachodnich. Leży na granicy między Włochami (region Dolina Aosty) a Francją (region Owernia-Rodan-Alpy). Należy do Grupy Grande Sassière i Rutor. Szczyt można zdobyć ze schroniska Rifugio Mario Bezzi (2284 m) od strony włoskiej. Szczyt otaczają lodowce: Plattes des Chamois, Suessa i Des Balmes.
Pierwszego wejścia dokonali W.A.B. Coolidge, Christian Almer z synem 2 września 1889 r.